# Lukov (okres Zlín)
Lukov je obec v okrese Zlín ve Zlínském kraji. Leží severovýchodně od Zlína, na území Valašska. Žije zde přibližně 1 800 obyvatel. Díky zdejším hradu a mnoha blízkým skalním útvarům se Lukov stal významnou turistickou oblastí. Na území obce je mnoho lesů. Stromy odtud se zpracovávají v lukovské pile. Obec se nachází v Hostýnsko-vsetínské hornatině, v kopcích Hostýnských vrchů.

## Historie
Dříve nazýván také Velký Lukov a Hrubý Lukovec. První zmínky o zdejším markrabském hradě jsou z let 1219 a 1235. Roku 1332 hrad drží páni ze Šternberka. Poté ho získal Karel IV. Ale Šternberkové se zanedlouho opět vrací. Ves pod hradem je prvně doložena roku 1348 jako jeho podhradí. Roku 1469 hrad patrně dobylo vojsko Matyáše Korvína. Majiteli panství se pak stali Nekšové z Landeka a po nich Albrecht z Valdštejna. Za třicetileté války v okolí Lukova působili vzbouření Valaši, kteří obsadili i hrad. Hrad obsadili i Švédové a při odchodu ho vypálili. Poté sloužil hrad již jen pro hospodářské účely a ke konci 18. století byl opuštěn. Následně sloužil vesničanům jako zdroj stavebního kamene.

## Obyvatelstvo
| Rok            | 1869 | 1880 | 1890 | 1900 | 1910 | 1921 | 1930 | 1950 | 1961  | 1970  | 1980  | 1991  | 2001  | 2011  | 2021  |
| -------------- | ---- | ---- | ---- | ---- | ---- | ---- | ---- | ---- | ----- | ----- | ----- | ----- | ----- | ----- | ----- |
| Počet obyvatel | 737  | 824  | 840  | 951  | 965  | 828  | 826  | 952  | 1 270 | 1 277 | 1 348 | 1 441 | 1 676 | 1 742 | 1 726 |
| Počet domů     | 109  | 120  | 125  | 139  | 142  | 136  | 163  | 184  | 219   | 259   | 284   | 382   | 400   | 453   | 483   |

## Obecní symboly
Znak a vlajka byly obci uděleny rozhodnutím předsedy Poslanecké sněmovny Parlamentu České republiky dne 26. května 2000.

## Pamětihodnosti
- Hrad Lukov – zřícenina původně románského hradu, který byl přestavěn goticky a později renesančně. Předhradí má rozměry asi 110×125 metrů a na nejvyšším místě je umístěna věž Svatojánka (Johanka). Jádro má rozměry asi 19×67 metrů a je ze tří stran obklopeno parkánem. Vstupuje se do něj hranolovou průjezdní věží. Mimo jiné se v jádře nachází zbytek okrouhlé románské věžice, zbytek románské hradby a čtvercové věžice. Dále zříceniny západního a východního paláce. V okolí zbytky obranných a obléhacích fortifikací a zbytky švédského tábora z doby třicetileté války. V současnosti prochází hradní zříceniny dlouhodobou rekonstrukcí.
- Kostel svatého Josefa – klasicistní z let 1810–1813, podélná jednolodní stavba s odsazeným kněžištěm na severu a hranolovou věží v ose jižního průčelí.[4]
- Fara – z konce 18. století.
- Boží muka – z konce 18. století se sochou Immaculaty.[4]
- Socha svatého Jana Nepomuckého – z poloviny 18. století při cestě na hrad.
- Vila Tusculum – z konce 19. století.

## Zajímavosti
Lukov je situován pod Hostýnskými vrchy. V okolí se rozkládá několik chovných a lovných rybníků a chatová oblast. Dále se zde nachází domov pro seniory, průmyslová zóna a pivovar. Události 20. století v Lukově zmiňuje ve svých pamětech Konec patriarchátu: z mé lukovské kroniky (1987 v samizdatu; oficiálně: Archa 1992, Academia 1998 a 2003) František Pavlíček (v prosinci 2019 vysílal jako osmidílné čtení na pokračování Český rozhlas Plus).

## Osobnosti
- František Pavlíček (1923–2004), spisovatel a dramatik (rodák)

## Galerie

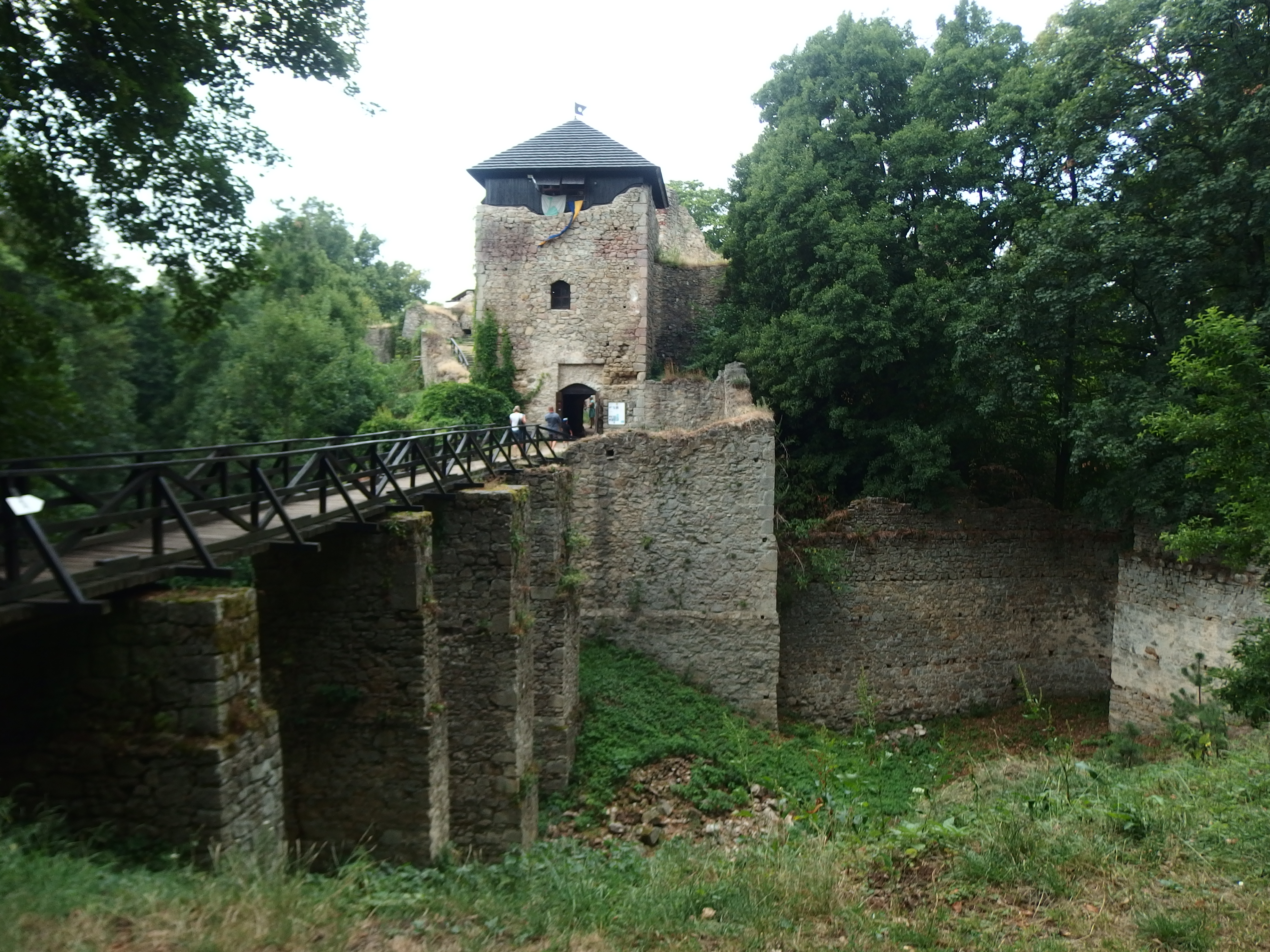
Zřícenina hradu Lukov
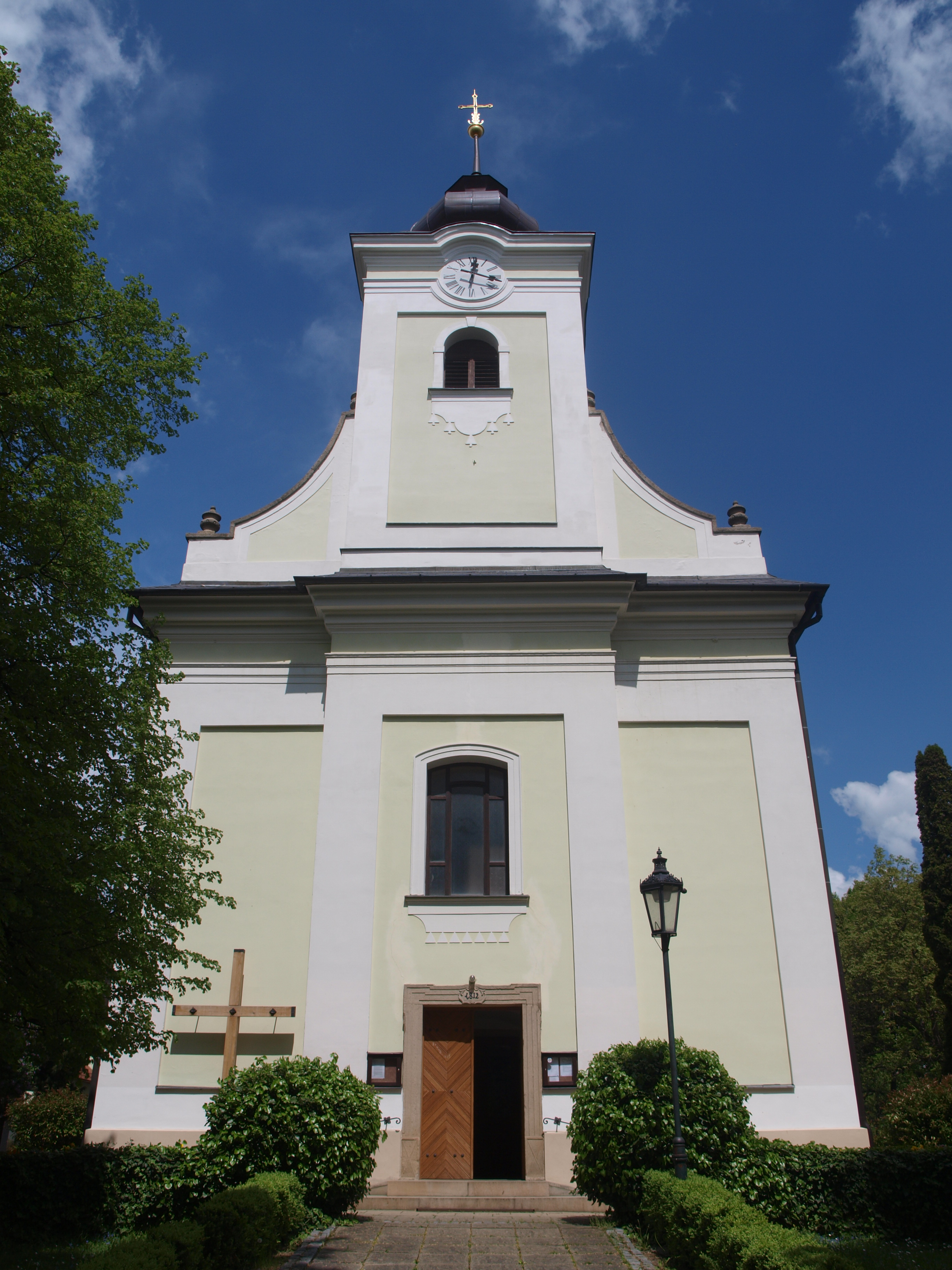
Kostel svatého Josefa
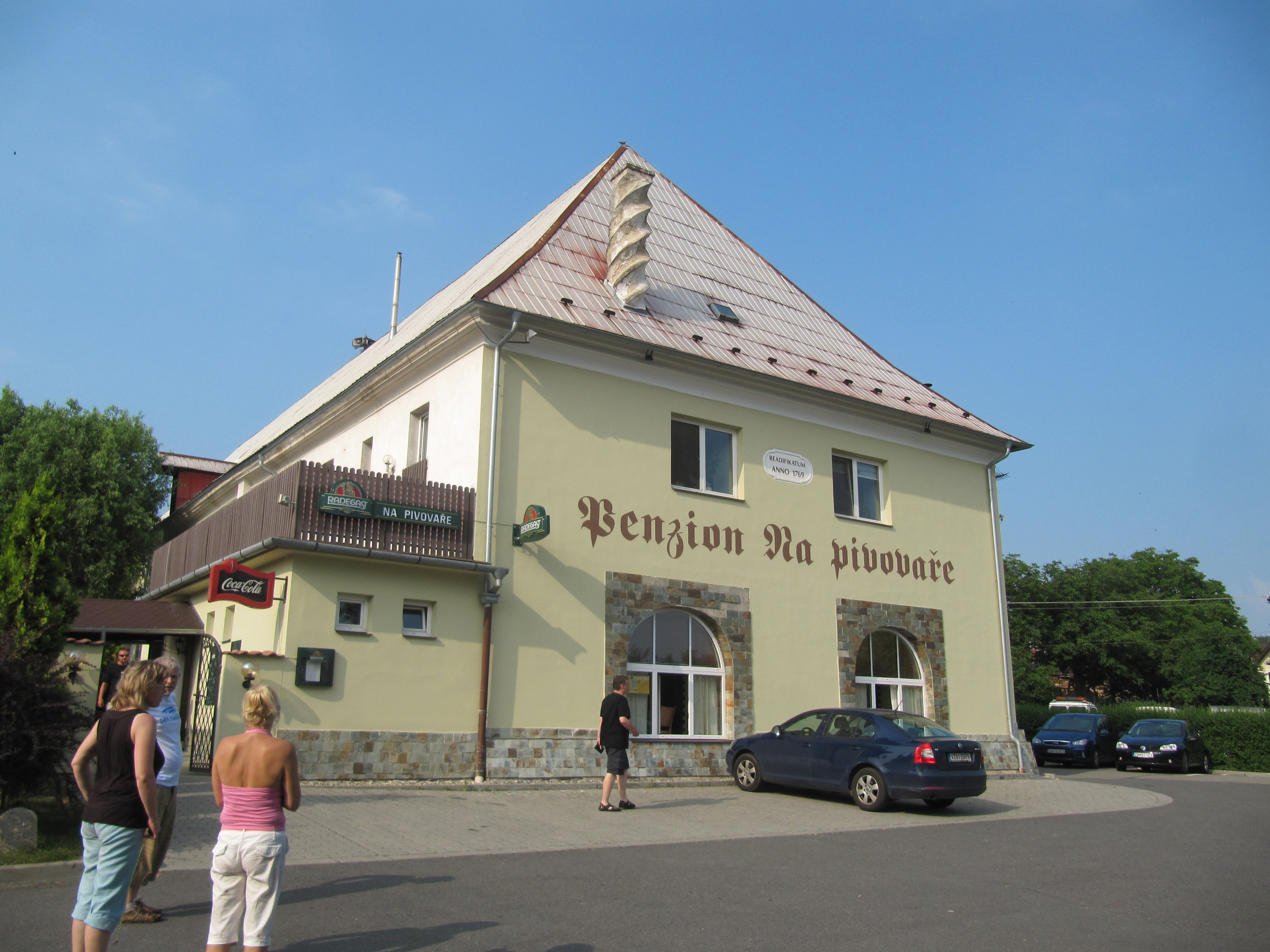
Penzion Na Pivovaře
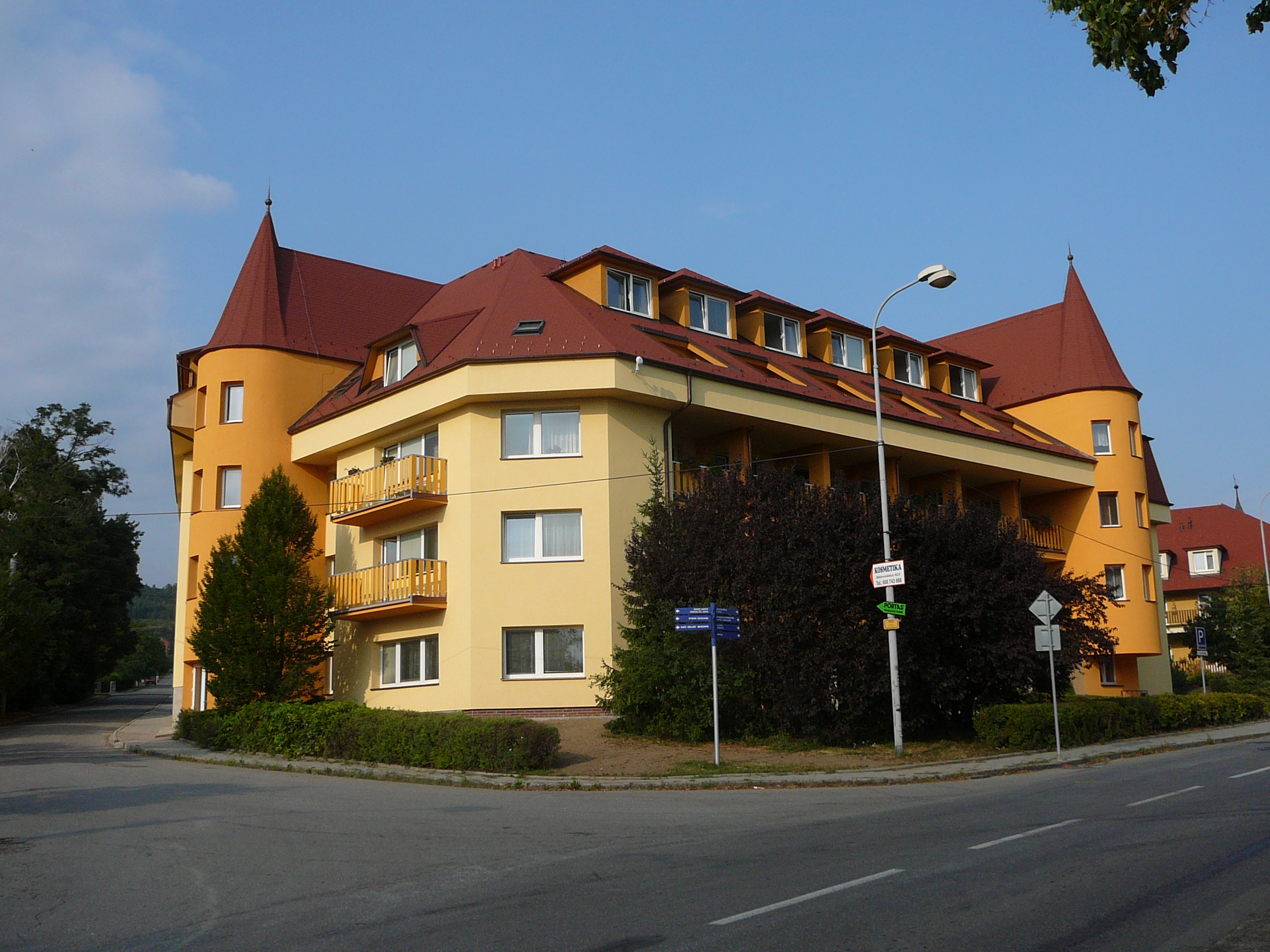
Domov pro seniory
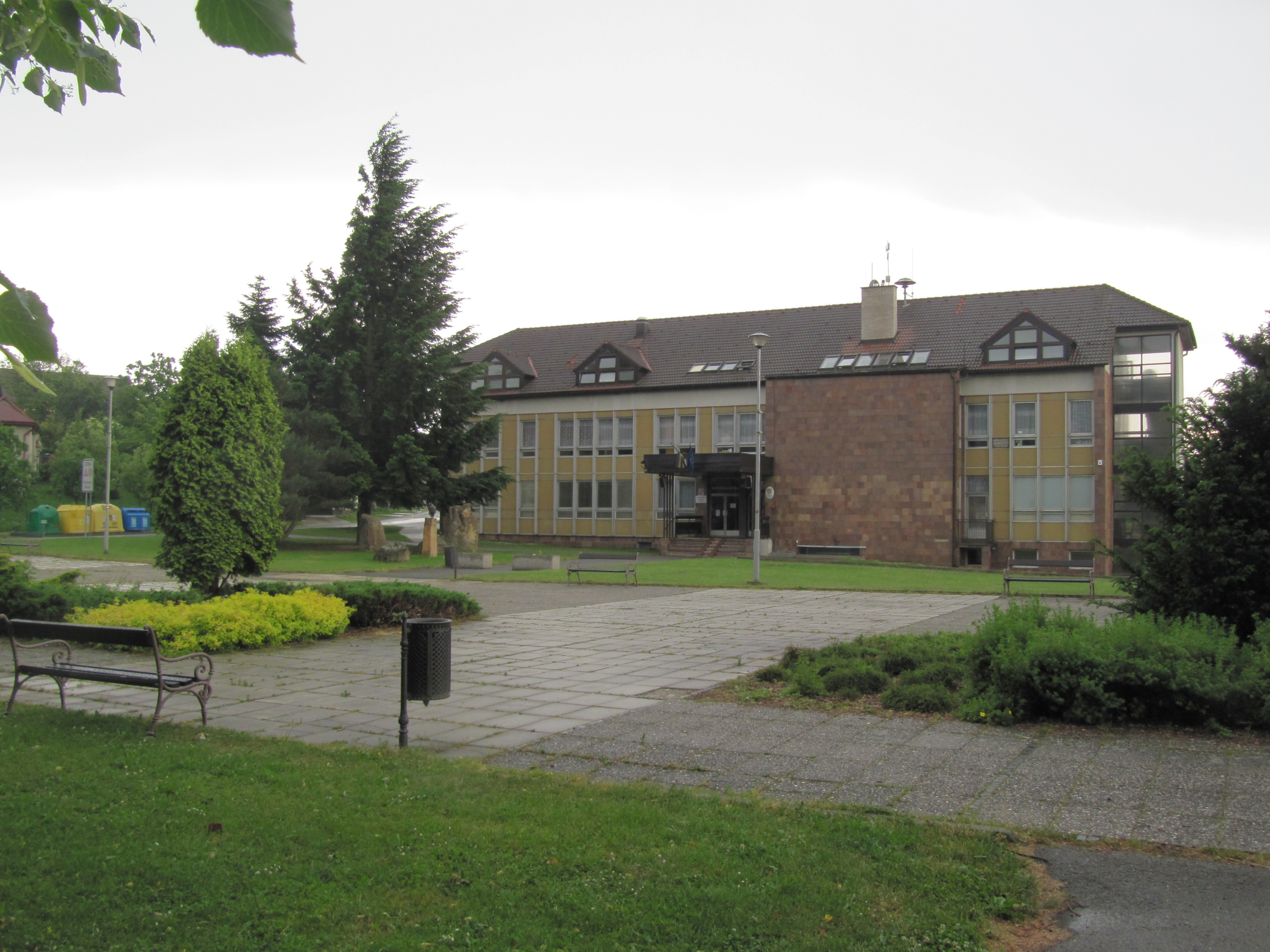
Obecní úřad